# Omicidio di Penny Bell
L'omicidio di Ruth Penelope "Penny" Bell venne compiuto il 6 giugno 1991 a Perivale, un sobborgo di Londra. La vittima, una donna d'affari inglese, venne accoltellata 50 volte mentre sedeva al volante della macchina nel parcheggio del Gurnell Leisure Centre. Il delitto non è mai stato risolto.

## L'omicidio
Penny Bell viveva con il marito e i due figli, che all'epoca avevano undici e nove anni, a Bakers Wood, vicino a Denham, nel Buckinghamshire. Era anche partner in un'agenzia di catering di successo con sede a Kilburn, nel nord di Londra. Il giorno dell'omicidio lasciò casa alle 9.40, e agli operai che le stavano ristrutturando casa disse che era in ritardo per un appuntamento delle 9.50. Non fu mai trovata nessuna annotazione di questo impegno nel suo diario, e non è mai stato scoperto chi dovesse incontrare.
Alcuni testimoni ricordano di aver visto la sua macchina transitare lungo Greenford Road all'incirca alle ore 10 con le luci di emergenza accese. Una persona, qualche tempo dopo l'omicidio, affermò di aver visto la Bell guidare nel parco con un passeggero, chiedendo in silenzio aiuto con la bocca, cosa che questo testimone ignorò.
Fu trovata accoltellata più di 50 volte nel sedile del guidatore della macchina nel parcheggio del Gurnell Leisure Centre, vicino alla A40. Le luci di emergenza erano ancora accese quando il corpo di Penny Bell fu ritrovato, attorno a mezzogiorno.

## Le indagini
Nessuno è mai stato accusato del delitto di Penny Bell. È stata offerta una ricompensa di ventimila sterline.
Nel gennaio 2021, in occasione del trentesimo anno dall'omicidio, la figlia Lauren ha nuovamente offerto ventimila sterline per informazioni che potessero aiutare a risolvere il caso. La storia dell'omicidio è stata ripresa da una puntata del programma BBC Crimewatch Live ad esso dedicata.